# 緬甸眼鏡蛇
缅甸眼镜蛇（学名：Naja mandalayensis）是眼镜蛇属的一种剧毒毒蛇，发现于缅甸中部干燥地带，2000年首次被科学家命名，其种加词来自缅甸眼镜蛇分布区内的主要城市曼德勒。体长可达1.4米，在夜间捕食，主要以蛙类为食，目前对其毒性还没有深入研究。

## 保育狀況
其被列為《瀕危野生動植物種國際貿易公約》附錄二的物種，被限制出口及貿易。